# Коннор, Терри
Теренс Фицрой (Терри) Коннор (англ. Terence Fitzroy "Terry" Connor; род. 9 ноября 1962, Лидс, Англия) — английский футболист и футбольный тренер.

## Клубная карьера
Терри Коннор начинал карьеру в «Лидс Юнайтед», дебютировав за команду в возрасте 17 лет против «Вест Бромвич Альбион». Отыграв четыре сезона в «Лидсе», был продан за 500 000 фунтов стерлингов в клуб первого дивизиона «Брайтон энд Хоув Альбион». Большинство игр за «Альбион» провёл во втором дивизионе. После того как «чайки» вылетели в третий дивизион в 1987 году, Коннор подписал контракт с «Портсмутом». Выступая за «помпи» в течение трёх сезонов, в августе 1990 года за £ 150 000 перешёл в валлийский клуб «Суонси Сити». После полного сезона на стадионе «Ветч Филд» в сентябре 1991 года пополнил состав «Бристоль Сити». Проведя неудачный сезон за «Бристоль», забив в 16 играх только раз, был командирован в аренду «Суонси». В 1993 году играл за клуб английской конференции «Йовил Таун».

### Карьера в сборной
В ноябре 1986 года забил в дебютном матче за молодёжную сборную Англии в ворота молодёжной сборной Югославии.

## Тренерская карьера
В феврале 2012 года назначен на пост главного тренера «волков», подписав контракт до конца сезона. Затем работал ассистентом наставника в нескольких английских клубах, а также в кипрском АПОЭЛ и в сборной Ирландии. 16 мая 2023 года Терри Коннор самостоятельно возглавил сборную Гренады.

## Статистика тренерской карьеры
По состоянию на 28 апреля 2012 года
| Команда       | Начало работы   | Окончание работы | Результаты | Результаты | Результаты | Результаты | Результаты |
| Команда       | Начало работы   | Окончание работы | Матчи      | Победы     | Ничьи      | Поражения  | % побед    |
| ------------- | --------------- | ---------------- | ---------- | ---------- | ---------- | ---------- | ---------- |
| Вулверхэмптон | 24 февраля 2012 |                  | 11         | 0          | 3          | 8          | 0,00       |